# Richard Paul Lohse
Richard Paul Lohse (* 13. September 1902 in Zürich; † 16. September 1988 ebenda) war ein Schweizer Maler und Grafiker und einer der Hauptvertreter der konkreten und konstruktiven Kunst.

## Leben
Lohse wurde in Zürich geboren, wo er auch starb. Sein Vater starb bereits 1915, weshalb er und seine Mutter in bittere Armut gerieten. Nach zahlreichen Gelegenheitsarbeiten machte er von 1918 bis 1922 eine Lehre als Reklamezeichner bei Max Dalang an der Kunstgewerbeschule Zürich.
1937 gründete er zusammen mit Leo Leuppi die «Allianz», eine avantgardistische Vereinigung moderner Schweizer Künstler.
Während des Zweiten Weltkrieges war Lohse politisch engagiert. Er unterstützte Emigranten, nötigenfalls auch durch illegale Aktivitäten. In einer antifaschistischen Organisation lernte er seine zukünftige Frau Ida Dürner kennen.

## Werk
Als Maler war er Autodidakt und experimentierte mit verschiedenen Stilen. Zu seinem Frühwerk gehören expressionistische Stillleben und Landschaftsmalerei sowie kubistische Bilder. Obwohl er sich fortan hauptsächlich mit der Malerei auseinandersetzte, arbeitete er bis in die 1960er Jahre auch noch als Grafiker für Zeitschriften.
Lohse beschäftigte sich mit dem Kubismus und einzelnen Vertretern des De Stijl. Hier bildete sich der Kern der Stilrichtung heraus, die später «Konkrete Kunst» genannt wurde.
In den 1940er Jahren kam er zur Konkreten Kunst. Seit 1942 befasste er sich in seinen Bildern mit der horizontal-vertikal Gliederung von Farbfeldern modularer und serieller Anordnung. Die Module bestehen aus Quadraten bez. rechteckigen Elementen. Seine Gemälde wurden nach mathematischen Regeln gestaltet. Dieses Ordnungsprinzip findet Analogien in den Tontechniken der Zwölftonmusik.
1947–55 gestaltete er die Zeitschrift „Bauen und Wohnen“, ab 1958 als Mitredaktor die in Zürich erscheinende «Neue Grafik», wodurch er Bekanntschaft mit Augusto Giacometti, Jean Arp und Le Corbusier machte.
Lohse war Teilnehmer der 4. documenta (1968) und der Documenta 7 im Jahr 1982 in Kassel.

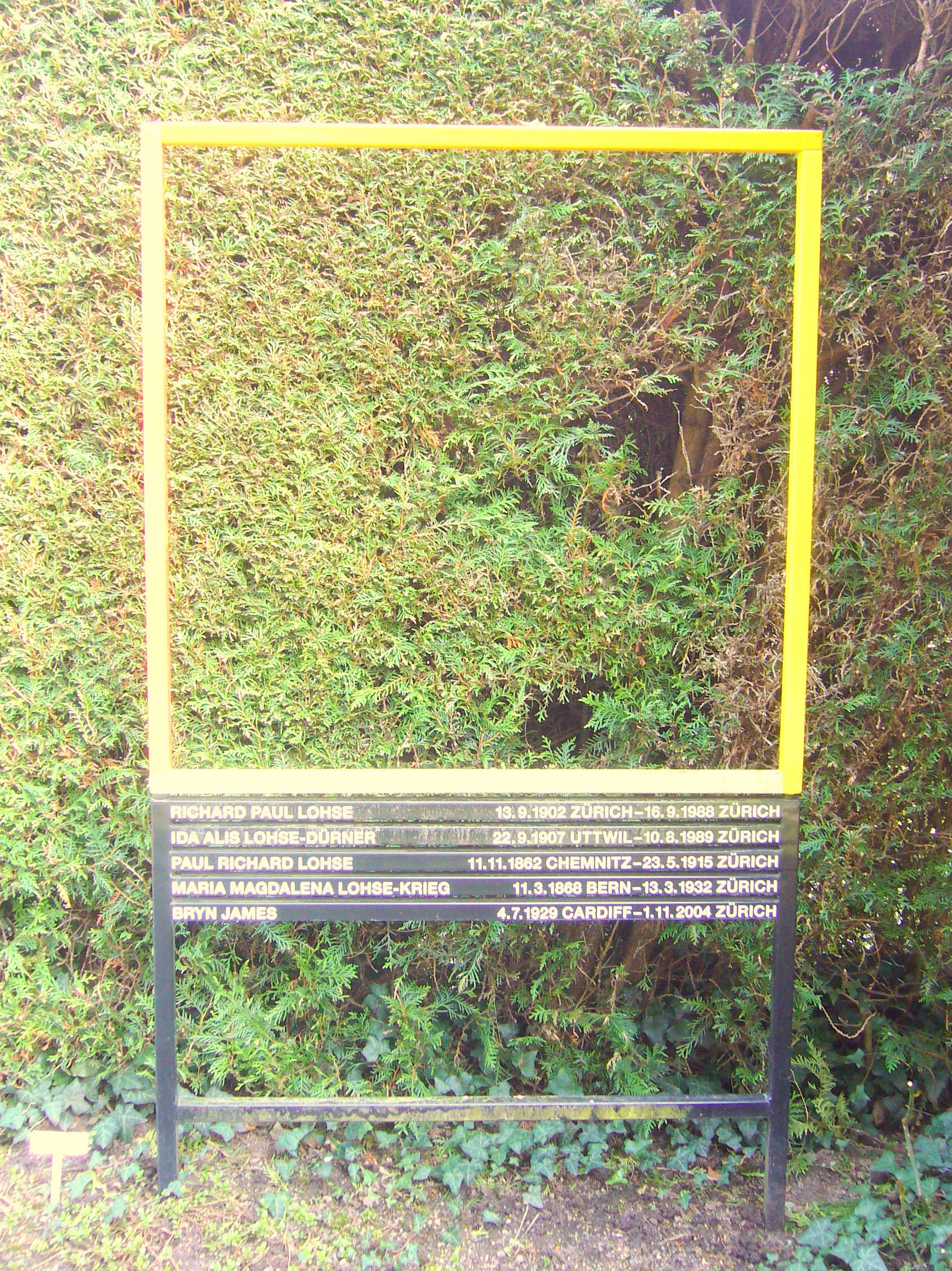
Grab Paul Lohses, Friedhof Sihlfeld, Zürich

## Stiftung
Nach seinem Tod 1988 wurde in Zürich die Richard Paul Lohse Stiftung errichtet. Dort und in anderen Schweizer Museen ist die Mehrzahl seiner Werke zu sehen.

## Film
- 1973: Richard Paul Lohse im Atelier in Zürich. Eine Produktion des Saarländischen Rundfunks/Fernsehen (15 Minuten). Buch und Regie: Klaus Peter Dencker